# Alfabeto kawi
El alfabeto kawi (en indonesio: aksara kawi, del sánscrito : कवि "kavi" lit. "poeta"), o también alfabeto javanés antiguo (en indonesio: aksara carakan kuna), es una escritura bráhmica  encontrada principalmente en Java pero que utilizada en mucha partes de Insulindia entre el siglo VIII y el siglo XVI. Es un abugida que significa que los caracteres se leen con una vocal inherente y que usa  diacríticos para suprimir la vocal y representar una consonante pura, o para representar otras vocales diferentes. Deriva del alfabeto pallava con influencia nagari.

## Historia
La escritura Kawi está relacionada con la escritura Nagari o antigua Devanagari en la India. También llamado Prae-Nagari en  publicaciones holandesas por el trabajo clásico de F.D.K. Bosch sobre las primeras escrituras indonesias, la forma de  nagari temprano era usada principalmente con forma Kawi para escribir sánscrito del sudeste y el idioma javanés antiguo (kawi) de Java central y oriental. El kawi es el antepasado de las escrituras tradicionales de Indonesia, como el javanés y el balinés, así como las escrituras tradicionales filipinas como el kavi de Luzón, las del cobre de Laguna (año 822) y el baybayin (año 1500). La muestra más obvia de la influencia del Nagari se encuentra en la inscripción de piedra de Sanur encontrada en el sur de Bali, que consta de textos en dos escrituras: una en la escritura de Nagari temprana y la otra en la escritura de Kawi temprana. Además, en la inscripción de Sanur se superpone en dos idiomas: sánscrito y balinés antiguo. De estos, la parte del texto en idioma balinés antiguo se expresa tanto en escritura nagari temprana como en kawi temprana. Esta inscripción es probablemente de 914 CE, y sus características son similares a las primeras formas de escritura Kawi encontradas en las regiones central y oriental de Java, la vecina isla de Bali.
El alfabeto javanés moderno surgió, según George Campbell y Christopher Moseley,  en parte a través de la modificación de la escritura kawi durante la época medieval. Esta modificación se produjo tanto a través de formas secundarias llamadas pasangan en javanés, como también por cambios de forma. También muestra  influencia de formas javanesas del norte y del oeste basadas en el alfabeto pallava de Tamil Nadu, e incluso de la escritura árabe y latina, por los cambios en el domini de Java y las islas cercanas desde el siglo XIV al XX.

## Ejemplos
Un célebre documento escrito en kawi es el cobre de La Laguna , encontrada en 1989 en Laguna de Bay cerca de Manila, Filipinas. Tiene inscrita una fecha de la era Saka 822, correspondiente al 10 de mayo de 900 dC,  y está escrito en malayo antiguo que contiene numerosos préstamos del sánscrito y algunos elementos de vocabulario no malayo cuyo origen es ambiguo entre el antiguo javanés y Tagalo antiguo.